# Алексий (Гаврин)
Монах Алексий (в миру Алексей Петрович Гаврин; 1883, село Пичаево, Тамбовская губерния — 10 декабря 1937, Бутовский полигон, Московская область) — монах Русской православной церкви, причислен к лику святых как преподобномученик постановлением Священного Синода от 17 июля 2001 года для общецерковного почитания.

## Биография
Родился в семье крестьянина Петра Гаврина, хорошо знавшего грамоту и бывшего в селе писарем. Окончил церковно-приходскую школу.
Будучи призван в армию, он служил в 7-м запасном Кавказском полку, квартировавшем в Тамбове. Здесь он окончил в 1905 году военно-ветеринарную фельдшерскую школу.
В 1916 году переехал в Москву и поселился недалеко от храма Ризоположения. В 1923 году пострижен в монашество. Усугубил подвижнические труды и за своё благочестие стал известен многим верующим. Также был известен как хороший ветеринар.
В 1930-х годах настоятелем храма был протопресвитер Александр Хотовицкий, духовный отец Алексея Петровича.

## Арест и мученическая кончина
Арестован 22 октября 1937 года и заключён в Бутырскую тюрьму. Фрагмент допроса: 

— Следствие располагает данными о том, что вы, беседуя с верующими по вопросам Священного Писания, выражали недовольство советской властью в её отношении к религии и высказывали по этому вопросу антисоветские настроения. Дайте показания по существу вопроса?
— В беседах с верующими я выражал недовольство тем, что советская власть проводит гонение на религию, закрывает церкви, арестовывает духовенство, и в связи с этим говорил, что власть антихристова долго существовать не будет, скоро придет такое время, когда снова будет царствовать православная вера и Церковь. Я призывал верующих к тому, чтобы они своим смирением и любовью к Богу укрепляли Церковь и являлись верными её последователями. Нужно сказать, что это кое-какое влияние имело. Несмотря на испытания, которые сейчас переживает Церковь, храмы посещают и старики, и люди среднего возраста, и молодежь. Я принял монашеский постриг и в меру моих сил и здоровья старался укреплять веру среди людей.
— Кто и в каких целях вас посещал на квартире?
— На квартире меня посещали очень многие из близлежащих селений около Москвы, из села Коломенского, Новинки-Раменки, Воробьевых гор, Гладышева, Семеновского, Черемушек, Дальнего Беляева, Воронцова и других селений. Люди обращались ко мне за советами.
— За какими советами обращались к вам крестьяне вышеуказанных селений?

— Меня знали как ветеринарного фельдшера и обращались ко мне, чтобы я оказал помощь заболевшему скоту. Я не отрицаю, что ко мне обращались и за советами другого порядка — идти ли в колхозы, спрашивали, когда кончится советская власть, и так далее. На вопросы о колхозах я говорил, чтобы в колхозы не входили, о советской власти говорил, что она скоро должна погибнуть, потому что ею многие недовольны.
23 ноября 1937 года «Тройка» УНКВД по Московской области приговорила инока Алексия к расстрелу за то, что «проводил систематическую антисоветскую агитацию, в контрреволюционных целях прославлял могилу умершего иеромонаха Аристоклия, организовывал на неё паломничество» и «активно участвовал в контрреволюционной церковно-монархической группировке».
Расстрелян 10 декабря 1937 года. Погребен в общей могиле на полигоне Бутово.

## Реабилитация и канонизация
Реабилитирован в июне 1989 года.
Причислен к лику святых новомучеников и исповедников Российских постановлением Священного Синода 17 июля 2001 года для общецерковного почитания.
День памяти: 27 ноября/10 декабря и в Соборе святых новомучеников и исповедников Российских.